# Vítek VI. z Rožmberka
Vítek VI. z Rožmberka (německy Witiko VI. von Rosenberg, † 22. září 1277) byl český šlechtic z mocného jihočeského rodu Vítkovců z Rožmberka.

## Život
Vítkovými rodiči byli nejvyšší maršál Českého království a štýrska zemský hejtman Vok I. z Rožmberka a jeho manželka Hedvika ze Schaunbergu.
Jeho starší bratr Jindřich se později stal českým komorníkem. Stejně jako on žil i Vítek pravděpodobně na hradě Rožmberk.
Vítek je poprvé doložen k roku 1272, kdy je uveden v listině z 19. března, kdy byl spolu se svými bratry Závišem z Falkenštejna a Vokem svědkem převodu patronátní právo bratří Jindřicha a Vítka z Rožmberka († 1277) raabského kostela na vyšebrodské opatství. U této události byli přítomni:
- bratři Záviš z Falkenštejna, Vítek II. z Krumlova a Vok I. z Krumlova, synové Budivoje z Krumlova
- Jindřich z Krumlova a Vok II. z Krumlova, synové Vítka I. z Krumlova [1] a
- Beneš z Horachu a jeho dva bratři. [2]

Vítek pravděpodobně nebyl ženatý.
Není ani známo, jak byl starý v roce 1277, kdy zemřel. Pravděpodobně byl pohřben v rodinné kryptě klášterního kostela ve Vyšším Brodě.